# Liu Sa
Liu Sa (11 de julho de 1987) é uma futebolista chinesa que atua como atacante.

## Carreira
Liu Sa integrou o elenco da Seleção Chinesa de Futebol Feminino, nas Olimpíadas de 2008. 